# کوه سامسون (کوئینزلند)
کوه سامسون (به انگلیسی: Mount Samson) یک منطقه مسکونی در استرالیا است که در کوئینزلند واقع شده‌است.